# Гаврилова, Антонина Николаевна
Антонина Николаевна Гаврилова (15 мая 1947) — передовик советского агропромышленного комплекса, аппаратчица Калужского комбината синтетических душистых веществ Государственного агропромышленного комитета СССР, полный кавалер ордена Трудовой Славы (1986).   

## Биография
Родилась в 1947 году в селе Васильевское Дзержинского района Калужской области в русской семье. Завершила обучение в средней школе и в 1966 году окончила Калужский техникум пищевой промышленности, получила специальность технолога парфюмерно-синтетического производства. 
В 1966 году начала свою трудовую деятельность аппаратчицей Калужского комбината синтетических душистых веществ Министерства пищевой промышленности СССР. Очень быстро овладела специальностью, в совершенстве знала производство синтетических товаров, соответствующим мировым стандартам.  
Указом Президиума Верховного Совета СССР от 21 апреля 1975 года была награждена орденом Трудовой Славы III степени. 
Указом Президиума Верховного Совета СССР от 17 марта 1981 года была награждена орденом Трудовой Славы II степени. 
"За успехи достигнутые в выполнении заданий одиннадцатой пятилетки и социалистических обязательств по производству и переработке сельскохозяйственной продукции" указом Президиума Верховного Совета СССР от 29 августа 1986 года Антонина Николаевна Гаврилова была награждена орденом Трудовой Славы I степени. Стала полным кавалером Ордена Трудовой Славы.
В 1969 году стала членом КПСС. Была делегатом XXV съезда КПСС, член Калужского обкома КПСС.
Проживает в городе Калуга. 

## Награды и звания
- Орден Трудовой Славы I степени (29.08.1986);
- Орден Трудовой Славы II степени (17.03.1981);
- Орден Трудовой Славы III степени (21.04.1975);
- медали.